# Rose Sidgwick
Pour les articles homonymes, voir Sidgwick.
Rose Sidgwick (Rugby, 1877 - New York, 1918), est une universitaire britannique et l'une des trois fondatrices de la Fédération internationale des femmes universitaires.

## Biographie
Rose Sidgwick naît le 9 janvier 1877 à Rugby. Elle est la deuxième enfant de Charlotte Sophia Wilson et d'Arthur Sidgwick. Sa famille soutient l'accès des femmes à l'enseignement supérieur, que ce soit son père, alors principal adjoint de la Rugby School, une école indépendante de garçons, puis enseignant à l'université d'Oxford, son oncle, le philosophe et universitaire Henry Sidgwick ou sa tante, Eleanor Sidgwick, cofondatrice et principale du Newnham College. Elle est élève à l'Oxford High School puis fait des études d'histoire moderne dans le cadre de la Society of Oxford Home Students, qui devient en 1952 le St Anne's College d'Oxford. Elle passe ses examens avec mention très bien en 1899, puis elle obtient en 1903 le diplôme d'enseignement délivré par Oxford. Elle est durant une année enseignante vacataire au Somerville College, et assistante de Margery Fry à la bibliothèque du collège. Elle succède en 1904 à cette dernière comme bibliothécaire en 1904, puis elle obtient un poste d'assistante d'histoire à l'université de Birmingham en 1905. Elle loge au collège de femmes, University House, dirigée par Margery Fry.
Elle participe à des programmes de formation pour les travailleurs sociaux et soutient les activités de la Workers' Educational Association (en) créée en 1903. Elle participe également au conseil de l'éducation du Staffordshire. Elle participe en 1918 à une mission d'étude britannique aux États-Unis durant trois mois, au cours de laquelle elle visite des collèges et rencontre plusieurs représentantes d'universités américaines avec qui elle envisage les modalités d'une coopération plus étroite entre les universités féminines britanniques et américaines. Elle évoque, à cette occasion, avec Virginia Gildersleeve, doyenne du Barnard College, la création d'une organisation internationale pour les femmes diplômées de l'enseignement supérieur, qui aboutit, en 1919, à la création de la Fédération internationale des femmes universitaires.
Rose Sidgwick meurt à New York, peu avant son retour en Angleterre, à 41 ans, des suites d'une pneumonie contractée durant la pandémie de grippe, le 28 décembre 1918. Un recueil de ses poésies, Writings by R.S., est publié à titre posthume en 1920. Une bourse destinée à financer le séjour d'une étudiante britannique diplômée dans une université américaine, nommée « Rose Sidgwick memorial scholarship », fondée en 1919, rend hommage à son activité en faveur d'un rapprochement entre les étudiantes britanniques et américaines.